# Саки, Том
Том Саки (англ. Tom Szaky; 1982, Будапешт, Венгрия) — предприниматель, основатель и исполнительный директор компании TerraCycle, работающей в сфере переработки органических отходов.

## Биография
Том Саки родился в 1982 году в Венгрии в семье врачей. После аварии на Чернобыльской АЭС его семья иммигрировала в Канаду и детство тома прошло в Торонто. Саки учился сначала в Колледже Верней Канады, потом изучал психологию и экономику в Принстоне.
На счету Саки несколько попыток создания доткомов. В 2001 году он с другим студентом Принстона, Джоном Бейером, создал небольшую эко-фирму по переработке органических отходов в вермикомпост, TerraCycle. Проект привлёк внимание прессы и инвесторов, Саки бросил университет и занялся развитием компании. В 2005 году удобрения компании начали продаваться в сетях магазинов Wal-Mart Stores и The Home Depot, к 2010 году продажи TerraCycle превышали 13 миллионов долларов.
В 2013 году Фонд Шваба назвал создателя TerraCycle Тома Саки одним из Социальных предпринимателей года, журнал Forbes включил его в число 30 главных социальных предпринимателей мира.